# مورفی (اورگن)
مورفی (به انگلیسی: Murphy) یک منطقهٔ مسکونی در ایالات متحده آمریکا است که در شهرستان جوزفین، اورگن واقع شده‌است. مورفی ۳۲۴ متر بالاتر از سطح دریا واقع شده‌است.